# Moulin Rouge!
Moulin Rouge! je australsko-americký filmový muzikál z roku 2001.

## Děj
Básník Christian přijíždí do Paříže a s touhou poznat bohémský svět se vydává na Montmartre, který pro něj představuje nekonečný zdroj inspirace pro umělce všech zaměření. Chce psát o pravdě, kráse, svobodě a o tom, v co věří nejvíc ze všeho – o lásce.
Seznamuje s potrhlými bohémskými umělci, kteří touží napsat divadelní hru, a Christian se k nim ochotně přidá. Vymyslí tedy plán – Christian má přemluvit kurtizánu Satine, hvězdu Moulin Rouge, aby zapůsobila na majitele podniku Harolda Zidlera, tak aby ji schválil. Seznamuje se tedy se Satine, která si ho nedopatřením splete s bohatým vévodou, a zamilují se do sebe. Události naberou nečekaný rozměr tím, že se do hry zapojí samotný vévoda, který bude hru financovat pod podmínkou, že bude mít Satine, do níž se na první pohled zamiloval. Satine se ale místo do něj zamiluje do Christiana a oba budou svou lásku skrývat. Christian tedy napíše hru, která má prakticky co do činění s utajovaným vztahem, který se Satine má...
Do děje jsou umně zakomponovány zmodernizované popové a rockové melodie, které prostupují takřka celým filmem. Muzikál způsobil obrození tehdy již málem zašlého a odepsaného muzikálového žánru.

## Ocenění
Film byl nadšeně přijat jak kritikou, tak diváky a zařadil se jako jeden z nejúspěšnějších filmů roku 2001.
Získal mnohá ocenění, z nichž lze například jmenovat Zlatý glóbus za nejlepší film (komedie/muzikál), Nicole Kidmanová jako nejlepší herečka (komedie/muzikál).
V osmi kategoriích byl také nominován na Oscara: na nejlepší film, herečku HR - Nicole Kidmanová, kameru, střih, masky a zvuk, ale proměnil pouze dvě: za nejlepší kostýmy a výpravu.